# جک کارلین
جک کارلین (انگلیسی: Jack Carlin؛ زادهٔ ۲۳ آوریل ۱۹۹۷) دوچرخه‌سوار اهل بریتانیا است.
وی در مسابقات کشوری و بین‌المللی در مجموع برندهٔ ۷ مدال نقره، ۲ مدال برنز شده‌است.